# Izochor nyomástényező
Az izochor nyomástényező a termodinamikában használatos fogalom, amely a nyomás változásának mértékét mutatja a hőmérséklet függvényében, mindezt izochor folyamat esetén. Az izochor nyomástényezőt úgynevezett Pyrex-cellákban mérte le Maurice Rigby, az Oxfordi Egyetem kutatója. Erről való publikációja a The Journal of Physical Chemistry-ben jelent meg, 1975-ben.
Differenciális alakja:
{\displaystyle \ \alpha _{v}={\frac {1}{p}}\left({\frac {\partial p}{\partial T}}\right)_{V}}

## Charles törvénye izochor állapotváltozásra
Ha egy termodinamikai folyamat állandó térfogaton játszódik le, izochor állapotváltozásnak nevezzük. Kísérletileg először Charles (ejtsd: /sárl/; IPA: [ʃaʁl]) francia fizikus tanulmányozta. A kísérletek alapján megállapított Charles-törvény
{\displaystyle p=p_{0}(1+\alpha _{v}T)}, ahol
- {\displaystyle p_{0}} a gáz 0°C-on mért nyomása
- {\displaystyle \alpha _{v}} az izochor nyomástényező
- {\displaystyle T} a hőmérséklet.

## Az izochor nyomástényező értékei
A differenciális alakból meghatározható az izochor nyomástényező ideális és reális gázokra. Mivel a {\displaystyle \left({\frac {\partial p}{\partial T}}\right)} differenciálhányadosban a nyomás hőmérséklet szerinti deriváltja jelenik meg, az állapotegyenletből kifejezzük a nyomást, majd ezt lederiváljuk a {\displaystyle T} szerint.

### Ideális gáz
Az ideális gázra érvényes állapotegyenlet:
{\displaystyle pV=\nu RT}, ahol {\displaystyle p} a nyomás, {\displaystyle V} a térfogat, {\displaystyle \nu } az anyagmennyiség, {\displaystyle R} az egyetemes gázállandó, {\displaystyle T} a hőmérséklet.
- {\displaystyle p={\frac {\nu RT}{V}}}
- {\displaystyle \left({\frac {\partial p}{\partial T}}\right)={\frac {\nu R}{V}}}, mivel {\displaystyle V,R,\nu } állandók. Ezt még meg kell szorozni {\displaystyle {\frac {1}{p}}}-vel.
- {\displaystyle {\frac {1}{p}}\left({\frac {\partial p}{\partial T}}\right)={\frac {1}{p}}{\frac {\nu R}{V}}}

A jobb oldal nevezője {\displaystyle pV}, amit átírunk {\displaystyle \nu RT}-re (az állapotegyenlet miatt). Ekkor {\displaystyle \nu R} leegyszerűsödik, és marad {\displaystyle {\frac {1}{T}}}.
Tehát ideális gázra:
{\displaystyle \alpha _{V}={\frac {1}{T}}}

### Reális gáz
Reális gáz esetén az állapotegyenletünk a van der Waals-egyenlet:
{\displaystyle \left(p+{\frac {\nu ^{2}a}{V^{2}}}\right)\left(V-\nu b\right)=\nu RT}.
Megjegyezzük, hogy mivel általában a gáz belső nyomása jóval kisebb értékeket vesz fel, mint a külső nyomás, ami általában fellép, ezért a belső nyomást kifejező tényezőt, az {\displaystyle {\frac {\nu ^{2}a}{V^{2}}}}-t elhanyagoljuk. Így a van der Waals egyenlet a következőképpen alakul: 
{\displaystyle p\left(V-\nu b\right)=\nu RT}.
- {\displaystyle p={\frac {\nu RT}{V-\nu b}}-{\frac {\nu ^{2}a}{V^{2}}}}.  Ezt {\displaystyle T} szerint lederiválva a második tag, mivel {\displaystyle T}-től független, eltűnik. Az első tagban {\displaystyle T}-n kívül minden konstans.
- {\displaystyle \left({\frac {\partial p}{\partial T}}\right)={\frac {\nu R}{V-\nu b}}}. Ezt megszorozva {\displaystyle {\frac {1}{p}}}-vel.
- {\displaystyle {\frac {1}{p}}\left({\frac {\partial p}{\partial T}}\right)={\frac {1}{p}}{\frac {\nu R}{V-\nu b}}}. A nevezőben levő tagot helyettesítjük {\displaystyle \nu RT}-vel, a {\displaystyle \nu R} leegyszerűsödik, a megmaradó összefüggés:

{\displaystyle \alpha _{v}={\frac {1}{T}}}